# Thetus W. Sims

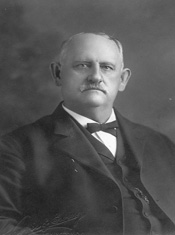
Thetus W. Sims

Thetus Willrette Sims (* 25. April 1852 bei Waynesboro, Wayne County, Tennessee; † 17. Dezember 1939 in Washington, D.C.) war ein US-amerikanischer Politiker. Zwischen 1897 und 1921 vertrat er den Bundesstaat Tennessee im US-Repräsentantenhaus.

## Werdegang
Thetus Sims besuchte zunächst eine private Schule in Martins Mills. Im Jahr 1862 zog er mit seinen Eltern nach Savannah, wo er das College absolvierte. Nach einem anschließenden Jurastudium an der Cumberland University in Lebanon und seiner im Jahr 1876 erfolgten Zulassung als Rechtsanwalt begann er in Linden in seinem neuen Beruf zu  arbeiten. Zwischen 1882 und 1884 war Sims auch Schulrat im dortigen Perry County.
Politisch war Sims Mitglied der Demokratischen Partei. Bei den Kongresswahlen des Jahres 1896 wurde er im achten Wahlbezirk von Tennessee in das US-Repräsentantenhaus in Washington gewählt, wo er am 4. März 1897 die Nachfolge von John E. McCall antrat. Nach elf Wiederwahlen konnte er bis zum 3. März 1921 zwölf Legislaturperioden im Kongress absolvieren. In diese Zeit fielen unter anderem der Spanisch-Amerikanische Krieg von 1898 und der Erste Weltkrieg. Zwischen 1913 und 1920 wurden der 16., der 17., der 18. und der 19. Verfassungszusatz im Kongress verabschiedet. Von 1911 bis 1913 war Sims Vorsitzender des Ausschusses, der sich mit Kriegsansprüchen befasste. Von 1917 bis 1919 leitete er den Binnen- und Außenhandelsausschuss.
1920 wurde Thetus Sims von seiner Partei nicht mehr zur Wiederwahl nominiert. In den folgenden Jahren bis 1930 praktizierte er als Anwalt in Lexington. Danach zog er sich in den Ruhestand zurück, den er in der Bundeshauptstadt Washington verbrachte. Dort ist er am 17. Dezember 1939 auch verstorben.